# Venaus
Venaus (piemontesisch Venàus, frankoprovenzalisch Vëno, französisch Vénaux) ist eine Gemeinde in der italienischen Metropolitanstadt Turin (TO), Region Piemont.

## Lage und Einwohner
Venaus liegt rund 60 km westlich von Turin im alpinen Susatal.
Der Ort liegt auf einer Höhe von 604 m über dem Meeresspiegel. Das Gemeindegebiet umfasst eine Fläche von 19,8 km² und hat 839 Einwohner (Stand 31. Dezember 2023). Venaus ist Mitglied in der Bergkommune Comunità Montana Bassa Valle di Susa e Val Cenischia. Die Gemeinde besteht aus den Ortsteilen Bar Cenisio, Molaretto und Venaus. Die Nachbargemeinden sind Bramans (Savoie in Frankreich), Giaglione, Lanslebourg-Mont-Cenis (Savoie), Mompantero, Moncenisio und Novalesa.

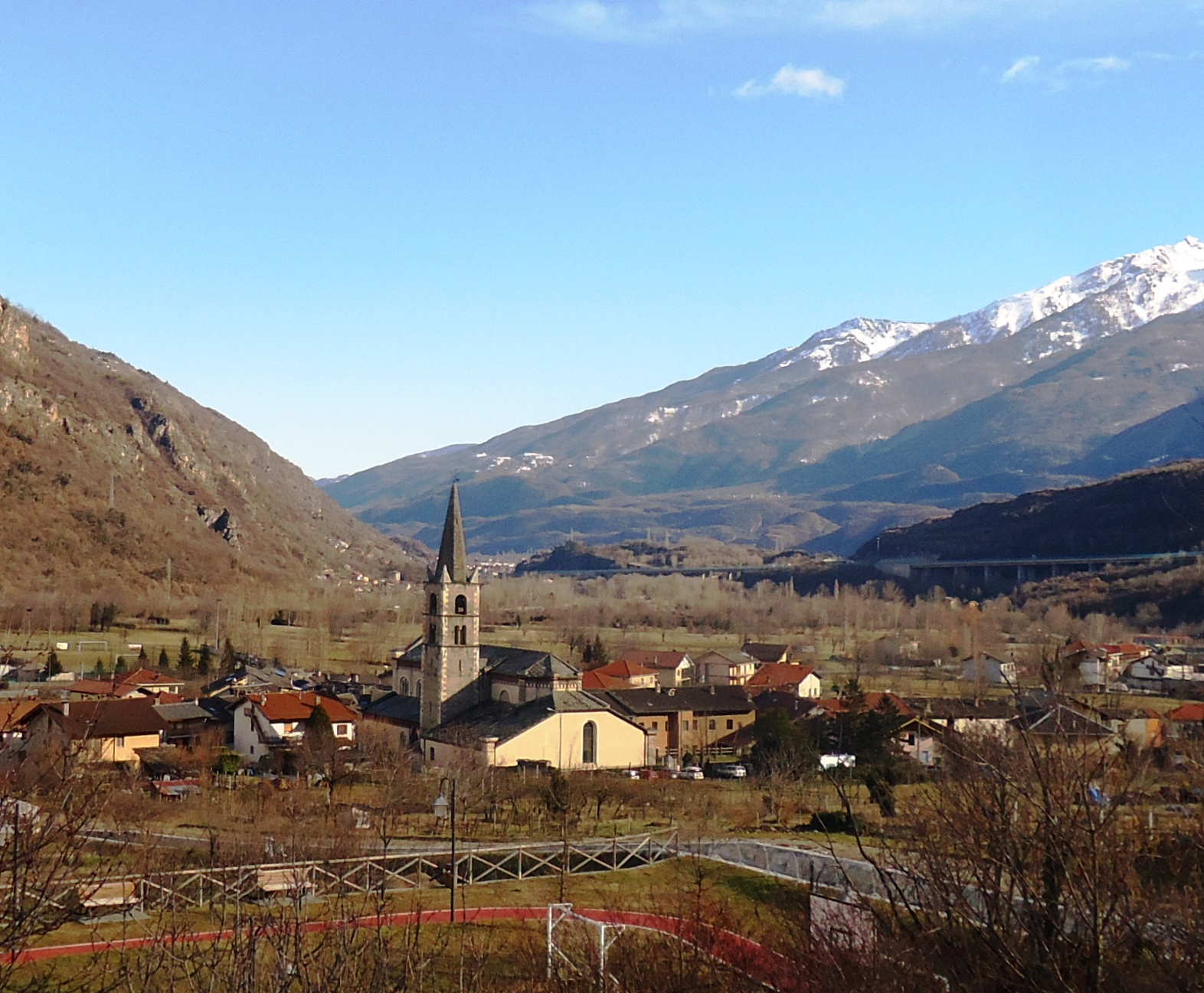
Panorama

## Geschichte

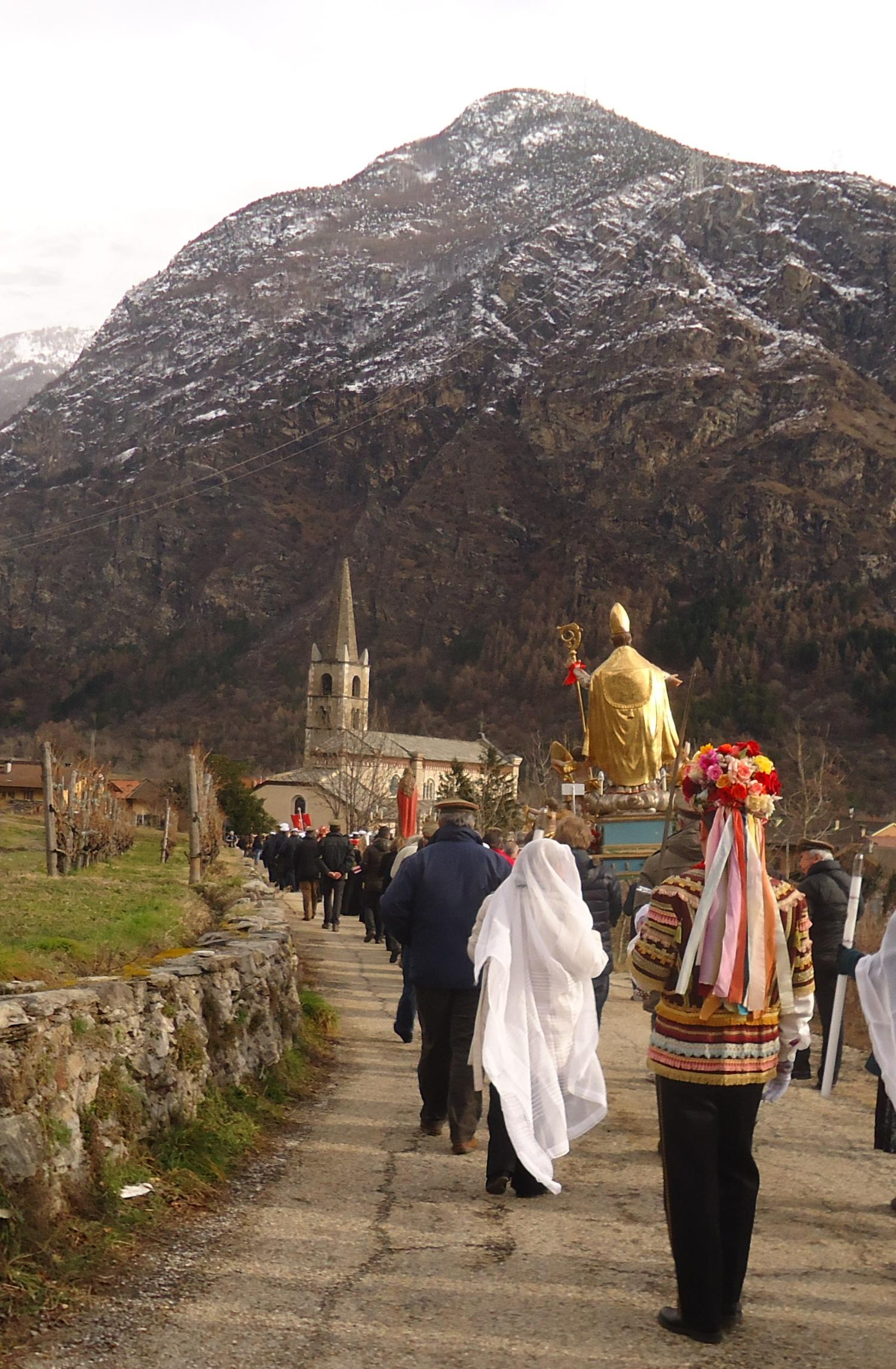
Ein Spadonaro, Schwertkämpfer aus Venaus in traditioneller Tracht mit blumengeschmückter Kopfbedeckung, begleitet die Statue des Schutzheiligen St. Blasius während der Prozession

Die Etymologie ist wahrscheinlich in der unbestätigten Form Venavis zu finden, abgeleitet vom ethnischen Namen der Venavii, der im Zitat „in Venavis in Valle Segusina“ vorkommt. Sie ist vorrömischen Ursprungs und war bereits in den ersten Jahrhunderten der christlichen Ära bekannt, und zwar aufgrund der Legende, die vom Bau der ursprünglichen Kirche nach der Durchreise des Heiligen Petrus erzählt, der in der Gegend Halt machte, bevor er Gallien erreichte.
Durch Erde und Steine eines Erdrutschs zerstört, wurde es 660 an einem sichereren Ort wieder aufgebaut. Der Bau der Straße, genannt Royal, die 1752 von den Savoyern gebaut wurde, war für ihre wirtschaftliche Entwicklung von großer Bedeutung. Sie wurde jedoch im 19. Jahrhundert von der Straße abgelöst, die von Napoleon Bonaparte in Auftrag gegeben wurde, der vom strategischen Wert des Mont-Cenis-Passes überzeugt war.
Im Jahr 1947 wurden nach dem Friedensvertrag mit Frankreich 81,29 km² Gemeindegebiet der französischen Gemeinde Lanslebourg-Mont-Cenis angegliedert: der italienische Teil des Mont-Cenis-Passes, der Mont-Cenis-See und der Weiler Gran Croce (Grand Croix). Während des faschistischen Regimes wurde der Name der Gemeinde in Venalzio italienisiert, nahm aber 1967 wieder seinen ursprünglichen Namen an.

## Sehenswürdigkeiten
- Die Pfarrkirche San Biagio und Sant’Agata, die 1660 an der Stelle eines bereits bestehenden Gebäudes erbaut und zu Beginn des 20. Jahrhunderts renoviert wurde.
- Das Oratorium von San Rocco, dessen Fassade ein spätgotisches Fresko bewahrt.

## Kultur
Im Februar kann man den Volkstanz der Spadonari beiwohnen, der auf dem Platz vor der Pfarrkirche stattfindet. Er hat antiken Ursprung, wie auch typisch für die nahegelegene Gemeinde Giaglione. Der Tanz gehört zu den Besonderheiten, die in dem Dokumentarfilm „Italien vom Himmel aus gesehen. Das Piemont und Aostatal 1974“ dargestellt werden, der 1974 von Esso Italiana unter der Regie von Folco Quilici produziert und von Mario Soldati kommentiert wurde.